# Шарль Тубе
Шарль Тубе (фр. Charles Toubé, 22 січня 1958, Яунде — 4 серпня 2016, Дуала) — камерунський футболіст, що грав на позиції півзахисника.
Виступав за клуб «Тоннер», а також національну збірну Камеруну.

## Клубна кар'єра
У дорослому футболі дебютував 1977 року виступами за команду «Тоннер», кольори якої і захищав протягом усієї своєї кар'єри гравця, що тривала дев'ять років, вигравши три чемпіонати Камеруну.

## Виступи за збірну
У складі національної збірної Камеруну був учасником чемпіонату світу 1982 року в Іспанії, де на поле не виходив. Також брав участь зі збірною у двох поспіль Кубках африканських націй — 1982 і 1984, і на другому з них, у Кот-д'Івуарі, здобув титул континентального чемпіона.
Згодом він був членом збірної на Олімпійських іграх 1984 року в Лос-Анджелесі, зігравши у всіх трьох матчах, але камерунці не вийшли з групи.
Помер 4 серпня 2016 року на 59-му році життя у лікарні Лакінтіні в Дуалі.

## Титули і досягнення
- Чемпіон Камеруну: (3) 1981, 1983, 1984
- Володар Кубка африканських націй: 1984
- Срібний призер Кубка африканських націй: 1986